# Удомчоке, Данай
Данай Удомчоке (тайск. ดนัย อุดมโชค; родился 11 августа 1981 года в Бангкоке, Таиланд) — таиландский профессиональный теннисист.

## Спортивная карьера
Начал играть в теннис в восьмилетнем возрасте. В 1999 году выиграл первый турнир из серии ITF Futures. В 2000 году выиграл ещё два турнира этой серии в одиночном и один в парном разряде. В октябре дебютирует в основных соревнованиях ATP-тура. Произошло это на турнире в Токио, где он смог дойти до третьего раунда. В 2003 году выиграл первый турнир серии «Челленджер» в одиночном разряде. В 2004 году дебютировал на турнире серии Большого шлема Открытом чемпионате США. В мае 2005 года победил на турнире «Челленджер» в Пусане. В июне того же года вышел во второй раунд Уимблдонского турнира. В июле он побеждает на турнире «Челленджер» в Гранби. В ноябре выиграл ещё один «Челленджер» в Шампейне. В 2006 году выиграл три «Челленджера» в Чикмагалуре, Фергане и Пусане и впервые поднялся в рейтинге в первую сотню. На турнире ATP в Пекине вышел в четвертьфинал.
На Открытом чемпионате Австралии 2007 года Удомчоке добрался до третьего раунда. В 2009 году в третий раз выиграл «Челленджер» в Пусане. В 2010 году выиграл два турнира серии ITF Futures и ещё два в 2011. В феврале 2012 года выигрывает на «Челленджере» в Берни. В конце сентября 2012 года в парных соревнованиях на турнире ATP в Бангкоке в паре с Лу Яньсюнем завоевал титул победителя.

## Выступления на турнирах ATP
| Легенда                        |
| ------------------------------ |
| Турниры Большого шлема         |
| Кубок Мастерс / финал АТР-тура |
| ATP Мастерс / ATP Мастерс 1000 |
| АТР Gold / АТР 500             |
| АТР International/ АТР 250     |

### Победы (1)

#### Парный разряд (1)
| №  | Дата        | Турнир  | Покрытие | Партнёр    | Соперники в финале     | Счёт     |
| 1. | 30 сен 2012 | Бангкок | Хард(i)  | Лу Яньсюнь | Эрик Буторак Пол Хенли | 6-3, 6-4 |